# Star AG
Star AG — швейцарская компания, специализирующейся на технической документации и программах в области систем автоматизированного перевода. Центральным офис расположен в Рамзене.

## История
Компания основана в 1984 году в швейцарском городе Штайн-на-Рейне и специализировалась на редактировании и переводах. Имя фирмы представляет собой акроним от Software, Translation, Artwork и Recording.
Компания сфокусировалась на создании программных систем поддержки автоматизированного перевода. Подобного рода системы в те времена могли, например, фильтровать тексты и переводить одинаковые предложения. Был разработан новый продукт — система машинного перевода «Transit», который является основой многих продуктов, связанных с обработкой многоязычных проектов.

## Структура фирмы
Главный офис Star AG расположен в Рамзене, который одновременно является центром международной группы Star Group. Star Group является, по их собственным утверждениям, одним из трех главных мировых поставщиков услуг в области технических переводов с более чем 42 филиалами в 32 странах. Более 900 сотрудников и фрилансеров по всему миру осуществляют переводы и прочие услуги на более чем 160 языках.

## Продукты и услуги
Star AG предлагает решения для всего информационного процесса[неизвестный термин] — от создания и управления (MindReader, Grips), до перевода (Transit), включая публикацию (Spider) на различные языки и носители данных (Grips).